# Clinus superciliosus
Clinus superciliosus е вид бодлоперка от семейство Clinidae. Видът не е застрашен от изчезване.

## Разпространение и местообитание
Разпространен е в Намибия и Южна Африка.
Обитава пясъчните дъна на океани, морета и реки в райони със субтропичен климат. Среща се на дълбочина от 2 до 23,8 m, при температура на водата от 16,8 до 21,1 °C и соленост 35,3 – 35,4 ‰.

## Описание
На дължина достигат до 30 cm.